# Imad-ad-Din Zengi I
Abu-l-Mudhàffar Zankí ibn Aq-Súnqur ibn Abd-Al·lah al-Atàbak al-Màlik al-Mansur Imad-ad-Din (àrab: أبو المظفر زنكي بن آقسنقر بن عبد الله الأتابك الملك المنصور عماد الدين, Abū al-Muẓaffar Zankī b. Aq-Sunqur b. ʿAbd Allāh al-Atābak al-Malik al-Manṣūr ʿImād ad-Dīn), més conegut simplement com a Imad-ad-Din Zengi I (c. 1085 - 14 de setembre 1146) va ser atabeg de Mossul, Alep, Hama i Edessa i fundador de la dinastia dels zengites, a la qual va donar el seu nom.

## Joventut
El pare de Zengi, Aq-Súnqur al-Hàjib, que fou governador d'Alep en temps de Màlik-Xah I (1085), va ser decapitat per traïció el 1094, i Zengi va ser criat per Kerbogha, l'atabeg governador de Mossul. Segons la llegenda dels croats, la mare de Zengi va ser Ida de Formbach-Ratelnberg, que fou capturada durant la croada de 1101 i presa en un harem. El 1101, Ida tenia 46 anys, i com Zengi va néixer el 1085, i el seu pare va morir en 1094, no és factible.
Malgrat els freqüents canvis d'atabeg de Mossul, Zengi va restar allí i el 1113 va participar en la campanya contra els croats d'Ak Sunkur al-Bursuki. Va estar a punt de conquerir Tiberíades amb els seus homes. L'any següent va participar en l'expedició organitzada per Ak Sunkur al-Bursuki contra l'emir Ilghazi I ibn Ortuk al que va sotmetre, i després contra el comte d'Edessa, on va haver d'aixecar el setge. Quan al-Bursuki va caure en desgràcia i el sultà li va retirar els seus comandaments (1115 a 1119), Zengi va restar a Mossul i va servir al nou atabeg, Juyush Beg.
Després d'una afortunada expedició contra els mazyàdides de Dubays ibn Sàdaqa, fou nomenat governador de Bàssora per compte d'Ak Sunkur al-Bursuki (ara altra vegada governador de Mossul) on va reprimir la revolta del califa abbàssida al-Mústarxid al que va derrotar a Wasit, prop de Bagdad, el 1126. El califa es va fer fort a Bagdad i el sultà seljúcida va posar setge a la ciutat el gener del 1127. L'arribada de les tropes de Zengi va permetre al sultà d'intentar prendre d'assalt la ciutat però el califa, que havia fet el mateix raonament, va capitular. Poc després el sultà el va nomenar Zengi el seu delegat a l'Iraq com a governador i shihna (governador militar) de Bagdad (abril de 1127), i a la mort a Rahba (potser enverinat quan planejava rebel·larse contra el sultà) de Masud ibn al-Bursuki (que el 26 de novembre de 1126 havia succeït al seu pare Ak Sunkur, assassinat pels ismaïlites), Zengi va rebre els seus governs de Mossul (de fet Mosssul i part del Diyar Bakr, Diyar Mudar i Diyar Rabia) i d'Alep (aquest darrer Ak Sunkur l'havia adquirit el 1125) si bé va perdre el govern de l'Iraq i el càrrec de shihna de Bagdad. Segons Ibn al-Athir foren els habitants de Mossul que al morir Masud van demanar al sultà el nomenament de Zengi al que consideraven el més capacitat per lluitar contra els francs. Provisionalment les dues ciutats, Mossul i Alep, foren governades per dos mamelucs, Jawali i Khutlugh. A Mossul, Jawali no va posar cap problema a entregar el poder a Zengi i li va facilitar la tasca. El sulta el va nomenar més atabeg dels seus fills Alp Arslan i Farrukhanshah; Zengi va entrar a Mossul el setembre/octubre de 1127 i va reorganitzar el govern de la ciutat, va arrabassar Nisibin als ortúquides, ocupant Djazirat ibn Umar, Sindjar i la vall del Khabur on va anar a Haran, que estava sota amenaça permanent dels francs del comtat d'Edessa, per reforçar les defenses.
A Alep en canvi el mameluc Khutlugh va agafar el poder pel seu propi compte; aviat es va fer odiós als seus governats que es van revoltar i es va haver de refugiar a la ciutadella que fou assetjada per la població. El govern era reclamat per dos prínceps, un ortúquida, Sulayman, i un seljúcida, Ibrahim ibn Ridwan; el príncep Bohemon II d'Antioquia va intentar aprofitar aquest conflicte per apoderar-se de la vila. Fort de la legitimat que li donava haver estat investit pel sultà, Zengi va enviar a Alep als seus lloctinents Sunkur Diraz i Hasan Karakush que van aconseguir la submissió dels diferents pretendents i Zengi va entrar a Alep el 18 de juny de 1128, aclamat pels habitants.
Per completar la seva legitimat, es va casar amb la vídua d'un anterior atabeg, Balak ibn Bahram ibn Ortuk, filla de Ridwan d'Alep, i va transferir les restes del seu pare a la vila. després va tornar a la cort del sultà Mahmud II ibn Muhàmmad ibn Màlik-Xah, a qui havia donat suport contra el califa al-Mústarxid. El 1129 Sandjar, el sulta suprem dels seljúcides que era a Rayy, va ordenar a Mahmud II de desposseir a Zengi de Mossul i donar-la a Dubays ibn Sàdaqa, l'emir mazyàdida; el califa s'hi va oposar i finalment Mahmud II va confirmar a Zengi en les seves possessions com a malik al-Gharb (rei de l'oest) li va concedir el 1129 un diploma que li conferia autoritat sobre tota la Síria del nord i l'Iraq. Zengi volia unificar la Síria musulmana sota la seva autoritat per coordinar tots els esforços contra els francs. Els emirs sirians es van agrupar a l'entorn de l'emir de Damasc Tadj el-Muluk Buri, excepte Kirkan d'Homs, que va fer submissió a Zengi. Després de la mort el 1128 de Dhàhir-ad-Din Tughtikín, atabeg de Damasc, el buit de poder va amenaçar Síria amb una nova agressió dels croats i el 1130 Zengi es va aliar amb Tadj al-Muluk Buri de Damasc contra els cristians per un atac a Antioquia, però només un ardit per estendre el seu poder. Buri que va enviar un exèrcit amb el seu fils Sewindj, virrei d'Hama. Zengi va fer arrestar a Sewindj i no el va alliberar més que contra la rendició d'Hama. Després va fer arrestar a Kirkhan i va intentar ocupar Homs sense èxit. El fill de Buri i els altres presoners de Damasc van ser rescatats a canvi de 50.000 dinars. El 1130 Zengi capturava al-Atharib als francs.
El 1131 al-Mústarxid i Dubays es van enfrontar i el segon va fugir a Damasc. Zengi va acordar retornar els 50.000 dinars si Buri li lliurava Dubays ibn Sàdaqa, l'emir mazyàdida d'al-Hilla allí refugiat. Quan un ambaixador del califa va arribar a Damasc per emportar-se a Dubays, Zengi el va atacar, matant a part del seu seguici, i l'ambaixador va tornar a Bagdad sense Dubays.
Els francs estaven llavors en situació delicada: els sobirans Balduí II de Jerusalem, Bohemon II d'Antioquia i Joscelí I d'Edessa acabaven de morir. A Antioquia, un infant, Constanci, va pujar al tron sota regència de la seva mare Alix de Jerusalem que desitjava el poder i sabent que els francs no la deixarien usurpar el tron va cridar a Zengi, però el complot fou descobert i Alix apartada de la regència. Amb l'ajut dels seus veïns Joscelí II d'Edessa i Pons de Trípoli i el suport de la seva germana Melisenda, va intentar tornar a la regència però el rei de Jerusalem, Folc I de Jerusalem i V d'Anjou, va intervenir altre cop i va assignar a Alix a residència. Zengi no va poder aprofitar aquestes discòrdies doncs el 1132 el califa al-Mústarxid va aprofitar la molt del sultà Mahmud i la lluita per la seva successió per intentar emancipar-se de la tutela seljúcida. Zengi, emir de Mossul, va marxar a Bagdad per sostenir als seljúcides i fou derrotat prop de Tikrit per l'exèrcit abbàssida; les seves forces foren rodejades a la vora del riu i només es va salvar perquè el seu mameluc Ayyub li va facilitar el travessar el riu i fugir.
Zengi no es va quedar quiet i es va aliar a l'emir beduï Dubays per reprendre el combat a favor del seljúcida Sandjar. Una segona batalla contra el califa es va lliurar als afores de Bagdad el 13 de juny de 1132, però encara que inicialment Zengi va tenir avantatge, finalment les forces del califa es van imposar. Amb trenta mil homes al-Mústarxid va marxar cap a Mossul decidit a acabar amb Zengi i el nou sultà seljúcida Ghiyath al-Din Masud no tenia cap intenció d'aturar-lo i fins i tot li va suggerir reunir Iraq i Síria en un sol estat sota la seva autoritat; però al-Mústarxid va assetjar Mossul durant tres mesos sense èxit (1133) i mentre els búrides (ara era emir Xams-al-Mulk Ismaïl, que havia succeït al seu pare Taj-al-Muluk Burí) van aprofitar l'ocasió per recuperar Hama.
El 1134 Zengi es va involucrar en els assumptes dels ortúkides, aliant-se amb Hussam-ad-Din Timurtaix contra el seu cosí Rukn-ad-Dawla Dàüd, i va ocupar algunes places al Diyar Bakr (incloent algunes tingudes pels kurds fins aleshores lleials al califa) però els veritables desitjos de Zengi eren a Damasc. El 1135 Zengi va rebre una petició d'ajuda de Xams-al-Mulk Ismail de Damasc, i que temia per la seva vida doncs la seva pròpia ciutadania el considerava un tirà cruel. Ismail estava disposat a lliurar la ciutat a Zengi per tal de restablir la pau, però ni la família d'Ismail ni els seus assessors ho volien, i Ismail va ser assassinat per la seva pròpia mare, Zomorrod Khatun, per impedir que la ciutat passés al control de Zengi. Ismail va ser succeït pel seu germà Xihab-ad-Din Mahmud. Zengi no es va desanimar per aquest gir dels esdeveniments i va arribar a Damasc de tota manera, amb la intenció de prendre-la, i la va assetjar algun temps sense èxit (febrer del 1135), fins que es va acordar una treva i Bahram-Shah, germà de Xihab-ad-Din va quedar com a ostatge, mentre la ciutat reconeixia una sobirania nominal de Zengi. Al mateix temps, les notícies sobre el setge havien arribat a Bagdad i, per tant, al califa Al-Mústarxi, i un missatger va ser enviat amb les ordres per Zengi de deixar Damasc i prendre el control del govern de l'Iraq. El missatger va ser ignorat, però Zengi va abandonar el setge pels termes de la treva amb Xihab-ad-Din (març de 1135). De tornada a Alep, Zengi va ocupar Hama i va assetjar Homs perquè el seu governador l'havia irritat, i Xihab-ad-Din va respondre a la crida de la ciutat per ajuda amb l'enviament de Muín-ad-Din Únur com a governador. Després es va apoderar de quatre places fortes dels francs més enllà de l'Orontes: Zerdana, Tell Aghdi, Ma'arrat al-Numan i Kafartab (abans de final d'any) però finalment va retornar a Mossul. Mentre el sultà Masud ibn Muhammad havia eliminat als seus rivals i mirava de restablir el seu control sobre el califat; la batalla decisiva es va lliurar a Daimarg el 24 de juny de 1135 i el sultà va capturar al califa, i el va obligar a acompanyar-lo en una gira per l'Azerbaidjan, sent assassinat mentre eren a Maragha, suposadament per un sectari dels "assassins", l'agost de 1135. Zengi llavors va fer aliança amb el nou califa al-Ràixid, fill d'al-Mústarxid, i a l'expretendent seljúcida Daud I ibn Mahmud contra el sultà Masud ibn Muhammad. Però aquest es va dirigir a Bagdad Al-Ràixid i Zengi van fugir a Mossul (finalment Zengi va tornar a la fidelitat a Masud uns mesos després); al-Rashid fou declarat deposat i substituït pel seu oncle al-Muqtafí (1136). Finalment Zengi va reconèixer a Masud, al sultà suprem Sandjar, i al califa al-Muqtafí i a canvi fou reconegut en la sobirania dels territoris que controlava. En aquest temps el seu lloctinent Sawar va fer una incursió a Antioquia i va fer un notable botí.

## Conflicte amb els croats i romans d'Orient
Zengi ja només podia intentar expandir-se cap a l'oest a costa del búrides, dels ortúquides o dels croats. Quan ocupava poblacions dels francs Zengi convidava als antics habitants musulmans a reclamar els seus antics béns, si hi podien demostrar. Però no atacava només als francs sinó que volia unificar a tots els musulmans de Síria per evitar quedar paralitzat per lluites internes. Així va assetjar Shayzar per obligar a l'emir Banu Múnqidh, Sultan ibn Alí, a fer-li personalment el jurament de lleialtat. El juliol de 1136 va amagar d'envair el comtat de Trípoli.
El juny de 1137 va assetjar de nou Homs però el governador Muín-ad-Din Únur la va defensar amb èxit; Unur no obstant no podia resistir gaire i ho va fer saber als croats, i en resposta Ramon II de Trípoli, que no desitjava que un cap de guerra musulmà també poderós s'instal·lés en una ciutat tant propera del comtat de Trípoli, va enviar un exèrcit a la rodalia d'Homs, obligant a Zengi a aixecar el setge l'11 de juliol; Zengi llavors va atacar als francs al castell de Barin (que els croats anomenaven Monferrandus, i estava situat entre Trípoli i Hama) on ràpidament va aixafar l'exèrcit dels croats i va capturar la ciutadella.; Folc d'Anjou refugiat a la ciutadella es va rendir (Zengi li va oferir bones condiciones: retirada sans i estalvis contra el pagament de 50.000 dinars) i se li va permetre fugir amb les seves tropes supervivents. Folc, una vegada lluny de Barin, es va trobar amb els reforços que anaven en el seu ajut i va lamentar haver negociat; no obstant Zengi, a causa d'això i de l'arribada d'un exèrcit romà d'Orient, es va adonar que la seva expedició contra Damasc estava condemnat al fracàs, i va fer les paus amb Xihab-ad-Din Mahmud, just a temps per poder anar a enfrontar-se a Alep amb l'exèrcit enviat per l'emperador romà d'Orient Joan II Comnè; les defenses d'Alep van resistir i els imperials tenien més interès a assegurar Cilícia i controlar Antioquia. Les forces de Joan Comnè van assethat Antioquia que es va sotmetre a l'agost i els romans d'Orient van prendre el control del principat d'Antioquia i es van aliar amb Ramon d'Antioquia i amb Joscelí II d'Edessa. Mentre Zengi, passada l'amenaça romana d'Orient, havia tornat a Homs però davant de l'amenaça que li suposava l'aliança, va mobilitzar les seves forces i va reclutar l'ajuda d'altres líders musulmans (com els emirs danishmendites, el califat, el sultanat seljúcida i els emirs d'Al-Jazira). Els aliats planejaven una acció concertada contra Alep i els francs van prometre entregar Antioquia als romans d'Orient d'ençà que Alep fos conquerida.
L'abril 1138 els exèrcits de l'emperador romà d'Orient i els prínceps croats van assetjar Shayzar defensada per Sultan ibn Alí ibn Múnqidh, però van ser rebutjats per les forces locals del governador i l'ajut de Zengi, i un mes més tard i després d'un pagament en efectiu l'emperador i els seus aliats es van retirar a Antioquia (21 de maig); Zengi havia fet córrer rumors de l'arribada d'un exèrcit gegantí des de Pèrsia; a finals del mateix mes de maig Zengi van arribar a un acord amb Damasc, casant-se amb Zomorrod, la mateixa dona que havia assassinat al seu propi fill Xams-al-Mulk Ismaïl per evitar la caiguda de Damasc a mans de Zengi, i va rebre Homs com a dot. El matrimoni es va fer efectiu l'agost sota els murs d'Homs en presència de representants del sultà, del califa de Bagdad, del califa del Caire, i de l'emperador romà d'Orient, i Zengi va prendre possessió d'Homs. En la resta de l'any va recuperar les places fortes entre Alep i Antioquia que s'havien perdut. Muin ad-Din Únur va enviar a un amic (el cronista Usama Ibn Mundikh) a Jerusalem per estudiar la possibilitat de cooperar contra Zengi i van arribar a un principi d'acord.
El juliol de 1139 Xihab-ad-Din Mahmud, el darrer fill viu de Zomorrod, va ser assassinat (apunyalat) per uns esclaus a Damasc mentre dormia. Muín-ad-Din Únur va reaccionar amb fermesa, fent executar els assassins i col·locant al tron a Djamal al-Din Muhammad. Zomorrod va cridar el seu nou marit Zengi que era a Haran i va marxar a Damasc per prendre possessió de la ciutat. Els habitants de Damasc, units sota Muín-ad-Din Únur, visir de Djamal al-Din Muhammad, es van aliar un cop més amb Jerusalem per repel·lir Zengi. Djamal al-Din Muhammad, germanastre del precedent atabeg, va agrair l'actitud d'Unur donant-li en feu Baalbek, però Unur es va conformar a delegar un governador, per dedicar-se a assegurar el govern de Damasc perquè un altre germà (de fet germanastre), Bahram Shah, s'havia refugiat a Alep i havia demanat a Zengi ajut per pujar al tron de Damasc. Zengi va començar per assetjar Baalbek el 20 d'agost de 1139, i la ciutat va capitular el 10 d'octubre i la ciutadella el 22 d'octubre. Zengi, malgrat la seva promesa de respectar la vida dels soldats, en va fer crucificar a 37 (que potser eren tots els que havien sobreviscut) i va fer espellar viu al comandant. Aquesta acció, destinada a intimidar als damascens, en canvi els va decidir a resistir. El govern de Baalbek fou donat al general Ayyub, un fidel de Zengi (al que una vegada havia salvat la vida). Després Zengi va posar setge a Damasc el 6 de desembre i la ciutat va resistir. Djamal al-Din Muhammad va morir poc després de malaltia, el 29 de març de 1140. Unur va posar al tron al jove Mudjir al-Din Abak, el fill de Muhammad, encara infant. Per desfer-se de Zengi, va decidir fer una nova aliança amb Folc V d'Anjou, rei de Jerusalem amb qui ja havia formalitzat una aliança el 1138. Ussama Ibn Múnqidh, l'amabixador de Damasc amic d'Unur, va tornar a Jerusalem el gener de 1140 amb propostes concretes: l'exèrcit cristià forçaria a Zengi a allunyar-se de Damasc i els dos estats (Damasc i el regne de Jerusalem) s'unirien en cas de nous perrills; Unur pagaria 20.000 dinars per cobrir les despeses de les operacions i es faria una expedició conjunta contra la fortalesa de Baniyas en mans d'un general de Zengi, que passaria al regne de Jerusalem; els damascens van entregar ostatges en prova de bona fe. L'abril de 1140, Zengi estava a punt d'assaltar Damasc i Muín-ad-Din Únur va demanar a l'exèrcit franc del rei Folc la vinguda urgent amb socors. Amb l'arribada de Folc a l'Hauran n'hi va haver prou per fer retirar a Zengi, que es va retirar a Baalbek i després cap al nord (va conservar Baalbek sota govern d'Ayyub). Muín-ad-Din Únur va ajudar llavors als francs a reprendre Panees (Baniyas) que estava en mans dels zengites (maig de 1140). Unur va visitar Jerusalem on es va reunir amb el seu amic Osama.
Zengi una vegada més, va tornar a Damasc, en un atac sorpresa (22 de juny de 1140) però ràpidament va abandonar de nou al fracassar l'atac i va tornar a Mossul. No hi va haver enfrontaments importants entre els croats, Damasc, i Zengi els següents anys, però Zengi, mentrestant, va fer campanya al nord i va capturar Ashib i la fortalesa armènia d'Hizan. En aquests anys va combatre contra ortúquides i kurds, i contra els estats croats del nord (Antioquia i Edessa)
El 10 de novembre de 1143, Folc V d'Anjou, rei de Jerusalem, va morir d'una caiguda de cavall. La seva mort deixava el tron en mans d'un fill menor d'edat, Balduí III de Jerusalem, i com a regent una dona intrigant. El príncep d'Antioquia, Ramon de Poitiers, va aprofitar llavors la mort de l'emperador Joan II Comnè (8 d'abril del 1143) per assolar Cilícia, però Manuel I Comnè va enviar els seus generals a atacar el principat d'Antioquia com a revenja. Més greu era que Ramon de Poitiers i el comte Joscelí II d'Edessa s'odiaven de manera ferotge, i l'absència d'un rei fort a Jerusalem permetia que el seu odi es manifestés. A més Joscelí s'havia retirat a Turbessel i, mancat de recursos, no havia pagat als seus soldats feia un any. Zengi va aprofitar aquestes condicions favorables, i sota cobert d'una campanya contra els ortúquides per no inquietar als francs, va llançar una ofensiva contra Edessa (Turquia), que va assetjar el 28 de novembre de 1144. La defensa fou a càrrec d'Hug II, bisbe llatí d'Edessa, que va refusar rendir-se. Però Zengi va fer mines a les muralles de la ciutat fortificada, que passava per inexpugnable, va obrir una bretxa i va ocupar la ciutat el 23 de desembre de 1144. Zengi va perdonar sla siríacs i als armenis, però va massacrar o esclavitzar als cristians. Aquest esdeveniment va donar lloc a la Segona Croada, i més tard els cronistes musulmans que va assenyalar com l'inici de la guerra santa contra els estats croats. Després Zengi va dominar el comtat fins a l'Eufrates però va fracassar en el setge de la fortalesa d'al-Bira, un lloc de creuament estratègic del riu, que va resistir i va acabar en mans de l'emir de Mardin el ortúquida Husam ad-Din Timurtaix.
Zengi no va poder aprofitar el seu avantatge perquè el gran sultà seljúcida, inquiet del seu èxit, va anar a Mossul per remarcar la seva sobirania i va imposar a Zengi la tutela d'un príncep seljúcida, Alp Arslan o Farrukhanshah. Mentre Zengi buscava conquerir la resta del comtat d'Edessa, Alp Arslan o Farrukhanshah intentava fer-se reconèixer com a sobirà a Mossul i en un cop de mà va eliminar el lloctinent de Zengi, però no va aconseguir aprofitar l'efecte de la sorpresa i fou empresonat (maig de 1145). Zengi va haver d'abandonar les seves conquestes per retornar a Mossul a assegurar el poder. Un complot de la població armènia d'Edessa va intentar retornar el control de la ciutat a Joscelí II, pero Zengi va reprimir l'intent amb duresa, fent crucificar als principals conspiradors armenis
A causa d'aquestes dificultats Zengi va veure la fragilitat del seu imperi, i en lloc d'iniciar una nova ofensiva contra els francs o contra Damasc, va decidir consolidar el seu regne. L'emirat de Kalat al-Djabar depenia d'un emir vassall dels ukàylides que periòdicament amenaçava les comunicacions entre Alep i Mossul; Zengi va marxar contra la ciutat i la va assetjar. La nit del 14 al 15 de setembre de 1146, Zengi fou despertat per un dels seus eunucs, Yarankach, que s'estava bevent el vi que Zengi s'havia deixat en un cubell. Furiós d'aquest comportament el va amenaçar d'un càstig l'endemà però va seguir dormint; mentre dormia l'eunuc, per evitar el càstig, el va assassinar. Altres fonts diuen que l'esclau ho era dels francs. El cronista cristià Guillem de Tir, va dir que va ser assassinat per un membre de la seva comitiva, mentre jeia borratxo al llit. L'enciclopèdia de l'Islam diu que fou assassinat per alguns dels seus mamelucs.
La mort sobtada de Zengi va provocar el pànics en les seves forces, el seu exèrcit es va desintegrar i dispersar, el tresor va ser saquejat, i els prínceps dels croats, es van atrevir a conspirar per atacar a Alep i Edessa i Joscelí II va recuperar Edessa que no va poder conservar. Muín-ad-Din Únur immediatament va recapturar Baalbek, Homs, i altres territoris perduts a mans de Zengi al llarg dels anys. Un dels seus fills, Nur-ad-Din Mahmud, es va fer reconèixer a Alep, mentre que l'altra, Sayf-ad-Din Ghazi, va agafar el poder a Mossul.

## Matrimoni i fills
Com tots els prínceps musulmans disposava d'un harem i no es coneix el nom de totes les seves esposes; se sap que estava casat amb una filla de Ridwan d'Alep, vídua de Balak ibn Bahram ibn Ortuk, atabeg d'Alep, i amb Zamàrrud Khatun, vídua de Taj-al-Muluk Burí, atabeg de Damasc.
Va deixar quatre fills:
- Nur-ad-Din Mahmud (1117 - 1174), emir d'Alep i de Damasc.
- Sayf-ad-Din Ghazi (mort el 1149), emir de Mossul.
- Qutb-ad-Din Mawdud (mort el 1171), emir de Mossul.
- Amir Miran, general de son germà Nur al-Din el 1159.

## Llegat
Va ser el fundador de la dinastia zengita. A Mossul va ser succeït pel seu fill gran Sayf-ad-Din Ghazi I i a Alep, pel seu segon fill, Nur-ad-Din Mahmud. El cronista musulmà Ibn al-Qalanissí dona el seu nom complet i títols:
| «                  | L'emir, el general, els grans, els justos, l'ajuda de Déu, el triomf, l'únic, el pilar de la religió, la pedra angular de l'Islam, l'ornament de l'Islam, protector de les criatures de Déu, soci de la dinastia, auxiliars de la doctrina, la grandesa de la nació, l'honor dels reis, partidari dels sultans, vencedor dels infidels, els rebels, i els ateus, comandant dels exèrcits musulmans, el rei victoriós, el rei dels prínceps, el sol de l'emir que mereix, dels dos Iraks i Síria, vencedor de l'Iran, Bahlawan, Jihan Alp Inassaj Kotlogh Toghrulbeg atabeg Abu Sa'id Ibn Zangi Aq Sunqur, protector del príncep dels creients. | » |
| — Ibn al-Qalanissí | |   |

D'acord amb tots els cronistes de l'Islam de la seva època, Zengi va ser valent, fort lideratge i un guerrer molt hàbil. La conquesta d'Edessa, sent el seu major èxit. Aquests mateixos cronistes però, també es relacionen Zengi com un home molt violent, cruel i brutal. Els musulmans, romans d'Orient i francs tots van patir a les mans.
A diferència de Saladí a Jerusalem el 1187, Zengi no va mantenir la seva paraula per protegir els seus captius a Baalbek el 1139. Segons Jamal-ad-Din ibn Wàssil: 
| «                        | Ell (Zengi) havia jurat a la gent de la ciutadella amb juraments forts i en l'Alcorà. Quan van baixar de la ciutadella que els va trair, va escorxar al seu governador i va penjar la resta. | » |
| — Jamal ad-Din Ibn Wasil | |   |

I segons Ibn al-Adim:
| «             | L'atabeg era violent, poderós, imponent i sensible a l'atac de cop i volta ... Al capdavant de les tropes aquestes caminaven darrere d'ell com si estiguessin entre dos fils, per por de trepitjar als cultius, i no s'atrevia a sortir ningú de la por per trepitjar una sola tija, ni marxar amb el seu cavall ... Si algú transgredia, era crucificat. Ell (Zengi) deia: ". No passa gairé que hi hagi més d'un tirà (és a dir, ell mateix) al mateix temps | » |
| — Ibn al-Adim | |   |